# チャールズ・レノックス (第3代リッチモンド公爵)
第3代リッチモンド公爵チャールズ・レノックス（英: Charles Lennox, 3rd Duke of Richmond, KG, PC, FRS、1735年2月22日-1806年12月29日）は、イギリスの政治家、陸軍軍人、外交官、貴族。
第2代リッチモンド公爵チャールズ・レノックスの子。陸軍軍人として経歴を積んだのち、ホイッグ党ロッキンガム侯爵派に属する革新派の政治家として活躍した。後年にはトーリー党の政治家となり、小ピット内閣に入閣していた。
軍人としての最終階級は陸軍元帥。爵位を継承する1750年まではマーチ伯爵(Earl of March)の儀礼称号で称された。

## 経歴

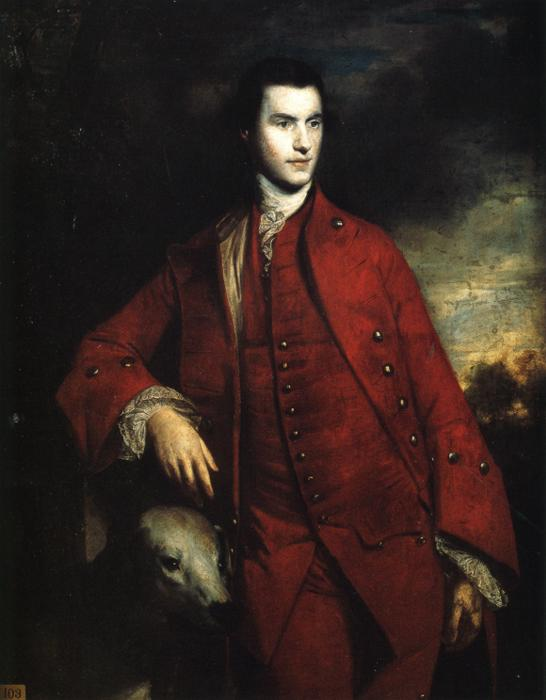
1758年、ジョシュア・レノルズ画

1735年2月22日に第2代リッチモンド公爵チャールズ・レノックスとその妻サラ（初代カドガン伯爵ウィリアム・カドガンの娘）の間の三男として生まれた。兄二人は早世したため、嫡男としての出生だった。
ウェストミンスター・スクールとライデン大学で学び、1750年8月には父の死により第3代リッチモンド公爵位を継承した。
1752年3月に第二歩兵連隊の少尉として入隊。1753年6月18日には第20歩兵連隊の大尉に昇進。1755年12月11日には王立協会フェローとなる。
1756年6月7日に第33歩兵連隊の中佐(lieutenant-colonel)に昇進。弟のジョージ・レノックス卿が第33歩兵連隊の指揮官を務めていた間、その第2大隊、ついでそれが改組された第72歩兵連隊に所属した。1758年5月には第72連隊の名誉連隊長(colonel)に就任した。
1758年8月には七年戦争のシェルブール上陸作戦に参戦。フェルディナント・フォン・ブラウンシュヴァイク＝ヴォルフェンビュッテルの副官(aide-de-camp)となり、1759年8月にはミンデンの戦いに参加した。1761年3月9日に少将(major-general)に昇進したが、1763年には七年戦争が終結し、第72歩兵連隊を解散させた。1763年10月18日にはサセックス統監に任じられた
1765年にパリに派遣され、駐フランス大使に就任するとともに枢密顧問官に列した。ついで1766年中にはロッキンガム・ホイッグの内閣に南部国務大臣として入閣した。
1770年4月30日には中将(lieutenant general)に昇進した。
ロッキンガム・ホイッグとして革新的思想の持ち主であった。アメリカ独立戦争をめぐってはアメリカ植民地側を強く支持し、特に1778年以降はイギリス軍をアメリカから撤兵させるべきと主張した。またアイルランド問題でも「心の統一」を主張してアイルランドへの譲歩を主張した。1779年には王室費の無駄遣いを追及するとともにその削減を訴えて国王ジョージ3世から煙たがられた。さらに1780年には腐敗選挙区の削減を求める選挙法改正を主張した。
1782年3月から1783年4月にかけて第2次ロッキンガム侯爵内閣とシェルバーン伯爵内閣で補給庁長官を務めた。その間の1782年4月17日にはガーター勲章ナイトに叙され、ついで1782年11月20日には大将(full general)に昇進した。
1784年1月には小ピット内閣に再び補給庁長官として入閣した。以降トーリー的立場に転じ、背教者と批判された。トマス・ハーディとジョン・ホーン・トゥックがその政治改革の出版物によって反逆罪に問われた際の1795年2月に解任された。
1795年7月18日には王立近衛騎兵連隊の名誉連隊長に就任。1796年7月30日には陸軍元帥に昇進した。
1806年12月29日にグッドウッド・ハウスで死去した。男子がなかったため、爵位は甥にあたるチャールズ・レノックスが継承した。

## 栄典

### 爵位
1750年8月8日の父チャールズ・レノックスの死により以下の爵位を継承した。
- 第3代リッチモンド公爵 (3rd Duke of Richmond)
(1675年8月9日創設イングランド貴族爵位)
- 第3代レノックス公爵 (3rd Duke of Lennox)
(1675年9月9日創設スコットランド貴族爵位)
- 第3代オービニー公爵（フランス語版） (3e Duché d'Aubigny)
(1684年1月創設フランス貴族爵位)
- 第3代マーチ伯爵 (3rd Earl of March)
(1675年8月9日創設イングランド貴族爵位)
- 第3代ダーンリー伯爵 (3rd Earl of Darnley)
(1675年9月9日創設スコットランド貴族爵位)
- ヨーク州におけるセトリントンの第3代セトリントン男爵 (3rd Baron Settrington, of Settrington in the County of York)
(1675年8月9日創設イングランド貴族爵位)
- 第3代トーボルトン卿 (3rd Lord Torbolton)
(1675年9月9日創設スコットランド貴族爵位)

### 勲章
- 1782年4月17日、ガーター勲章(騎士団)ナイト(KG)[16]

## 家族
第3代アリスバーリー伯爵・第4代エルギン伯爵チャールズ・ブルースの娘メアリーと結婚し、彼女との間に娘を一人儲けた。